# Paljanytsia (patrullrobot)
Paljanytsia är ett ukrainskt robotsystem utvecklat under Rysslands invasion av Ukraina. Det omnämndes för första gången offentligt under år 2024 efter att det redan använts operationellt för att attackera ryska mål. ”Robot-drönaren” beskrevs av Ukraina som "en ny klass av vapen" som är svårt att värja sig emot.

## Namn
Namnet Paljanytsia, som från början är ett typ av bröd, har använts som schibbolet-ord under konflikten för att identifiera ryska soldater och sabotörer, som sällan lyckas uttala ordet korrekt.

## Utformning
Stridsroboten är försedd med vingar och ett stjärtparti med fyra fenor. Detaljerade tekniska specifikationer har inte släppts. Enligt oberoende analytiker används sannolikt en JetCat P400-motor med en maximal drivkraft på cirka 43 kg. Maxhastighet noterades på runt 300 km/h och stridsspetsen uppskattas till ungefär 20 kg. De material som observerats hittills verkar vara kolfiber och trä, sannolikt för att minska vikten, och strukturens radarsignatur.